# Monumento natural Islote Municipal

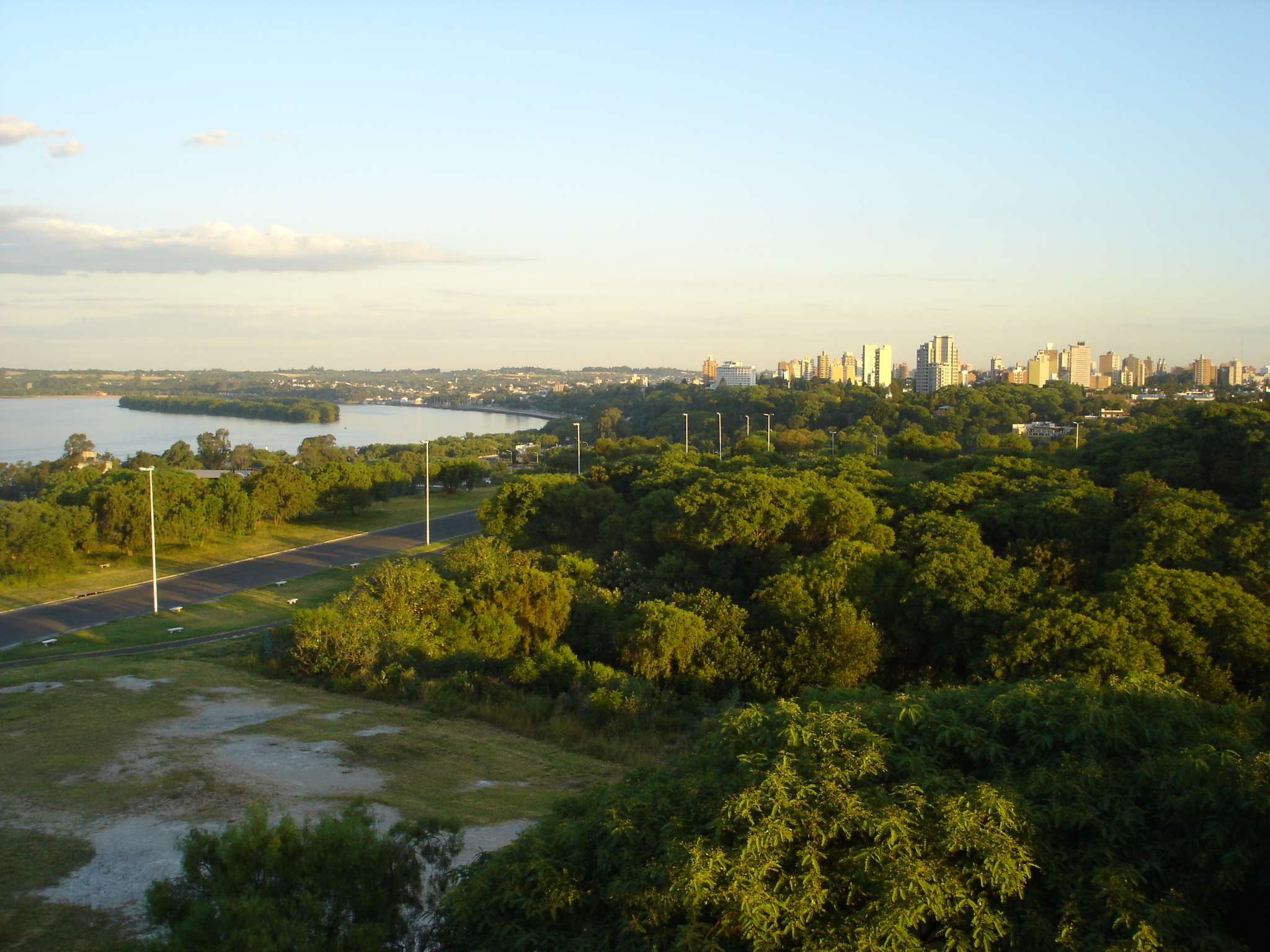
Vista de Paraná con el islote Municipal.

El monumento natural Islote Municipal es un área natural protegida de Argentina perteneciente al Sistema Provincial de Áreas Naturales Protegidas de la provincia de Entre Ríos. Comprende únicamente al islote Municipal o Curupí (antes llamado El Dique o del Puerto), ubicado en el km 600 del río Paraná (31°42′57″S 60°31′23″O / -31.71583, -60.52306) a 220-290 m de la costa del parque Urquiza de la ciudad de Paraná, frente al Puerto Nuevo. Pertenece al dominio de la municipalidad de Paraná.
El banco de arena aparecía normalmente en momentos de bajante del río Paraná desde al menos 1918 y se formó establemente en 1943 luego de un período extenso de bajante que permitió que se desarrollara flora y acumulara sedimentos. Se ubica de este a oeste con un largo de 1 km y un ancho máximo de 0,25 km alcanzando una superficie de unas 15-16 ha. El islote posee una pequeña laguna en su centro y se halla afectado por las fluctuaciones del río Paraná. El acceso es únicamente por embarcaciones.
Una investigación universitaria encontró en el islote 141 especies de plantas vasculares correspondientes a 46 familias.

## Estatus jurídico
El islote pertenece en propiedad a la municipalidad de Paraná por donación hecha por el Gobierno provincial por decreto-ley n.º 4816 sancionado y promulgado el 12 de septiembre de 1969. La ley no lo incorporó al ejido municipal por lo que es de jurisdicción provincial. 
Por decreto del intendente de Paraná n.º 1561/1995 el 21 de julio de 1995 el islote Municipal fue declarado área natural protegida y cedido en comodato por 9 años a la asociación ambientalista (ONG) A Ñangarecó Nderejhé por decreto n.º 2298/1995. La Dirección Provincial de Producción Vegetal y Recursos Naturales lo incorporó al Sistema Provincial de Áreas Naturales Protegidas mediante resolución n.º 195 del 9 de agosto de 1995.
El 15 de octubre de 1997 fue promulgada la ordenanza municipal n.º 7961 por la que el municipio de Paraná adhirió a la ley provincial n.º 8967 de Áreas Naturales Protegidas, definiendo la categoría de manejo "monumento natural" para el islote Municipal. Por la ordenanza n.º 8211 el islote Municipal fue anexado al parque Urquiza manteniendo su caracterización como área natural protegida.

## Fauna
Entre la fauna avistada en el islote se hallan: coipos (Myocastor coypus), carpinchos (Hydrochoerus hydrochaeris), lobitos de río (Lontra longicaudis), el gatos monteses comunes (Oncifelis geoffroyi), comadrejas coloradas (Lutreolina crassicaudata) y la overas o comunes (Didelphis albiventris), murciélagos de la familia Vespertilionidae, micromamíferos de la familia Cricetidae, sapos comunes (Bufo arenarum), sapitos de panza colorada (Melanophryniscus stelzneri) y las ranas del género Hyla. Entre los reptiles está la yarará grande (Bothrops alternatus) y la miembros de la subfamilia Colubridae como las culebras verde (Philodryas aestiva y Chironius quadricarinatus), la culebra acuática (Helicops infrataeniatus), la culebra acuática overa (Helicops leopardinus), la culebra parda común (Erythrolamprus miliaris), la culebra de bañado (Liophis poecilogyrus), el lagarto overo (Tupinambis teguixin), lagartijas de la familia Teiidae, la tortuga de río (Hidromedusa tectifera) y la de laguna (Phrynops hilarii).